# La Celle-Saint-Cloud
La Celle-Saint-Cloud este un oraș în Franța, sîn departamentul Yvelines, în regiunea Île-de-France.